# Polimastia
La polimastia (composto dal greco πολύς, «molto» e μαστός, «mammella») è un'anomalia congenita (detta anche ipermastìa o, meno comunemente, multimammìa) caratterizzata dalla presenza di mammelle in numero maggiore dalla norma.

## Formazione
La linea immaginaria che va dalle ascelle sino all'inguine è definita "linea mammaria", ed è principalmente lungo questo percorso che si possono sviluppare le mammelle soprannumerarie. Solitamente è interessata la linea embrionale del latte nella regione ascellare (5%) o toracica (90%) e, solo occasionalmente, sono state riscontrate mammelle accessorie sotto il torace, sulla parete addominale, sull'inguine o sulla superficie interna della coscia (Gray e Skandalakis, 1993). Il tessuto mammario riscontrato all'infuori della linea del latte è da ritenere ectopico. Le mammelle soprannumerarie sono più o meno sviluppate: solitamente sono rudimentali, scarsamente fornite del tessuto ghiandolare (ma, in alcuni casi, possono essere sede degli stessi processi patologici che insorgono a livello della ghiandola normale o, se è presente un capezzolo, si può verificare secrezione di latte), e, talvolta, possono essere molto voluminose, tese e doloranti.
Una condizione correlata è la politelia, ossia la presenza di uno o più capezzoli sovrannumerari.

## Epidemiologia
Si tratta di un'anomalia non rara (incidenza di un caso su 200), a volte bilaterale, spesso ereditaria, che si può manifestare indifferentemente in entrambi i sessi, senza distinzione di etnia.

## Diagnosi
In alcuni casi, il seno accessorio può non essere visibile in superficie: è possibile distinguerlo con la risonanza magnetica (MRI).
Il tessuto mammario accessorio dell'ascella è solitamente privo di capezzolo e dell'areola e può essere confuso con alcune lesioni patologiche che possono verificarsi con caratteristiche similari, quali la linfadenopatia, il lipoma o il tumore dei tessuti molli. In questo caso può essere necessario un esame istologico.
Una diagnosi corretta è molto importante, in quanto il tessuto ectopico può essere sede degli stessi eventi patologici che si verificano a carico delle mammelle situate nel loco usuale, quali i carcinomi, il papilloma intraduttale, il fibroadenoma e le formazioni cistiche.

## Patogenesi
Durante lo sviluppo embrionale alcune linee del latte accessorie, che solitamente spariscono in un secondo tempo, possono svilupparsi seguendo la cresta lattea, in basso o in alto rispetto ad essa e la polimastia potrebbe quindi risultare da un'anomala persistenza di queste linee accessorie. In molti mammiferi, possono svilupparsi mammelle anche da alcuni abbozzi mammari, che normalmente nella donna spariscono. In realtà, le mammelle soprannumerarie possono svilupparsi al di fuori di essi, anche se raramente si allontano dalla linea del latte. In particolare, le localizzazioni meno frequenti sono le seguenti: lato mediale del braccio, spalla, padiglione auricolare, dorso, regione inguinale, coscia, linea mediana dell'addome e del torace (Ottolenghi - Preti , 1969). Questi rari casi possono essere spiegati considerando che le ghiandole mammarie sono ghiandole sudoripare apocrine modificate. Inoltre, i pochi casi descritti possono rappresentare un dislocamento della linea del latte (è stata descritta un'estensione dorsale della linea del latte fino alla scapola) o possono essere realmente ectopici.

## Trattamento
Per il trattamento dei sintomi e motivi puramente estetici, la rimozione può avvenire mediante intervento chirurgico.

## Polimastia nella storia

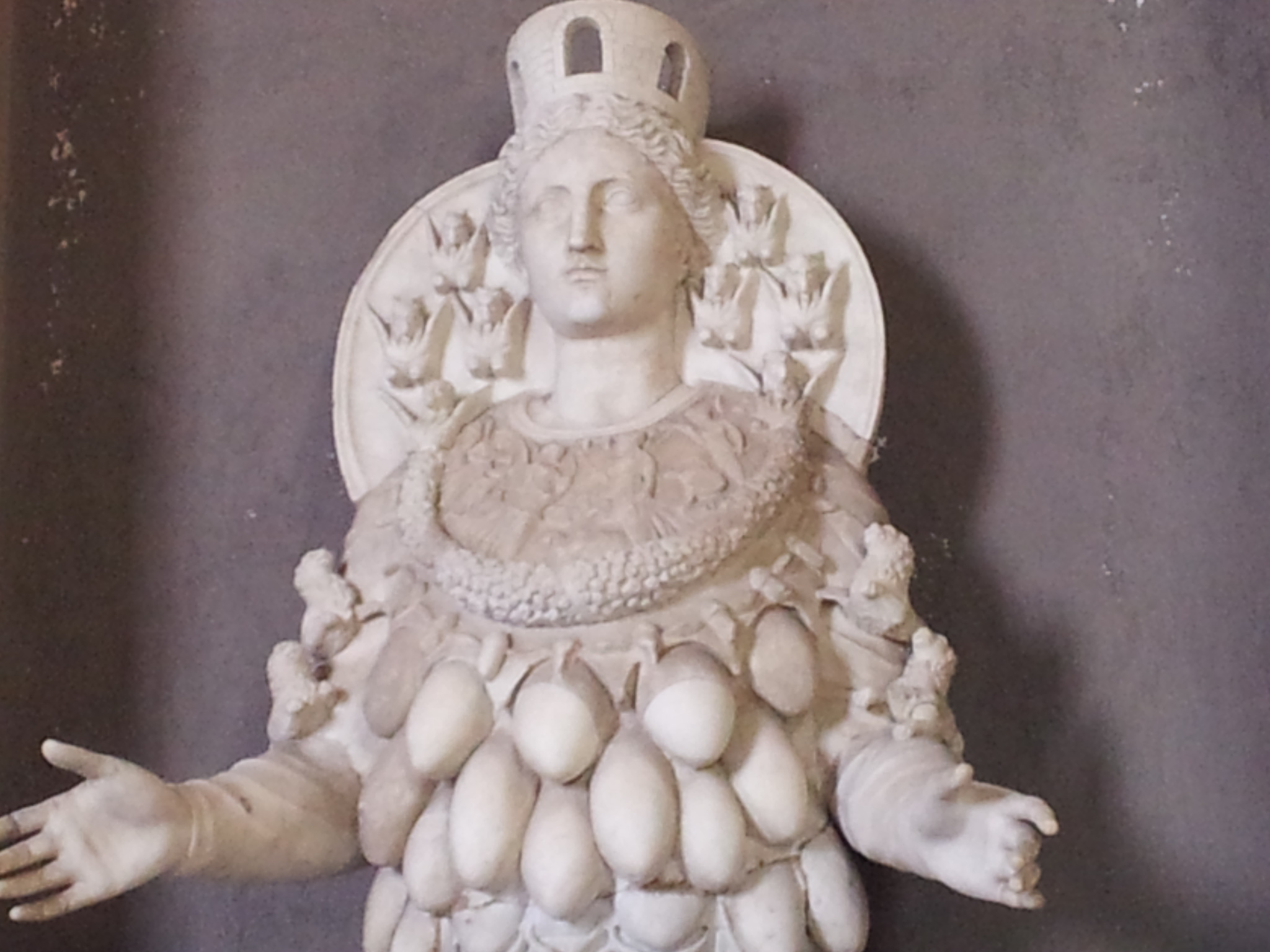
Artemide di Efeso, Musei Vaticani

La polimastia è sempre stata considerata simbolo di grande fertilità, tanto che le antiche divinità possedevano file di mammelle sul loro torace.
In passato questa anomalia veniva considerata un atavismo: Charles Darwin riteneva che gli antenati fossero polimastici. A questo proposito, Williams (1891) realizzò un'illustrazione tipografica di un ipotetico modello femminile con sette paia di ghiandole mammarie lungo la linea del latte.
Inoltre: 
- La statua Diana di Efeso mostra mammelle accessorie.
- Poppea e Giulia Mamea, madre di Settimio Severo, avevano tre seni.
- Anna Bolena si dice avesse un terzo seno sulla coscia o nella regione sternale (Ottolenghi-Preti, 1969).

## Polimastia negli altri animali
Alcuni animali hanno normalmente mammelle in regioni in cui per l'uomo si parla di polimastia: l'opossum presenta mammelle sulla linea mediana dell'addome; l'Hapalemur griseus sulla scapola; il Capromys fournieri e altri roditori sul dorso; il Delphinus delphis e i Balaenidae sulla vulva; il Lagostomus maximus sulla superficie posteriore della coscia.